# سنط غيور
السنط الغيور أو الطلح الغيور (الاسم العلمي: Acacia aemula) هي شُجيرة تنتمي إلى جنس الطلح. وتستوطن المنطقة الواقعة بين جنوبي السواحل الغربية الأسترالية.
ويمكن اعتبارها كشُجيرة زاحفة وشبه زاحفة، أغصانها مفتوحة كالأسل. وتنمو ليتراوح طولها بين 0.2 إلى 0.4 متر. وتنتج زهور ذات كريمة بيضاء من شهر أيار/مايو حتى حزيران/يونيو. وتنمو في التربة الرملية، أو طبقة الصخور الغرانيتية، وفالمسطحات بالقرب من الجداول المائية.
ومن ضمنها نوعان :
- Acacia aemula var. aemula
- Acacia aemula var. muricata